# Контум (провінція)

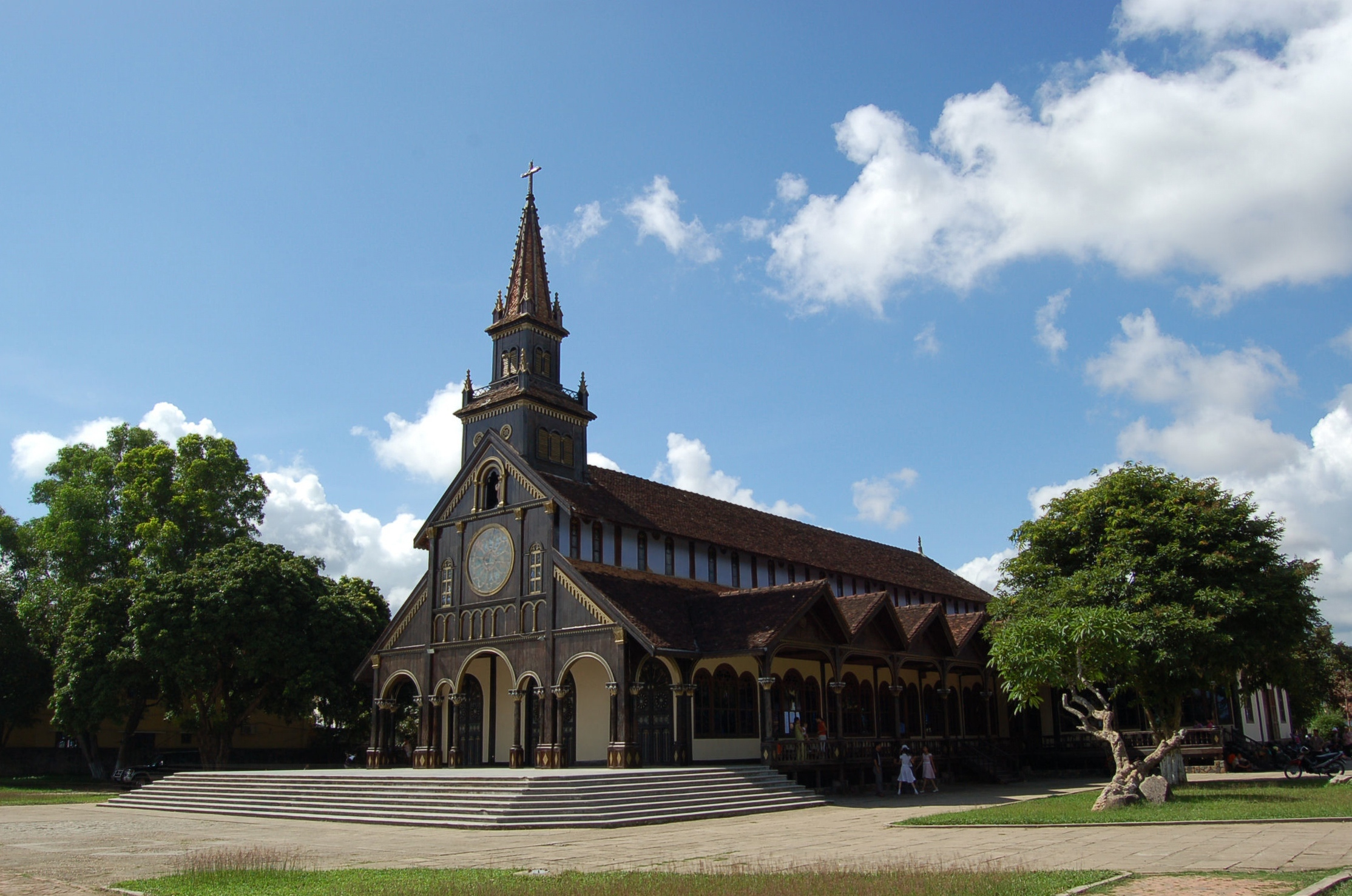
Католицька дерев'яна церква у місті Контум, Фото 2008 року

Контум (в'єт. Kon Tum) — провінція у центральному нагір'ї В'єтнаму. На заході межує з сусідніми країнами — Лаосом і Камбоджею.
Адміністративний центр провінції — місто Контум (Thành phố Kon Tum) — знаходиться за 1080 км від Ханоя і за 765 км від Хошиміна.
Провінція Контум славиться своїми мальовничими краєвидами природи: є один національний парк і три природоохоронних райони. Основа економіки — вирощування кави, чаю, какао і скотарство. Джунглі займають половину території провінції. Клімат тропічний мусонний. Максимальна точка над рівнем моря — гора Нгоклінь, 2605 метрів. У провінції проживає багато національних меншин. Через провінцію за часів війни з США проходила так звана «стежка Хо Ши Міна» і відбувалось багато битв. Два національних шосе. Невеликий аеропорт у містечку Дактилі (повіт Дактилі), основний — у сусідній провінції Плейку (аеропорт Плейку). Прикордонний перехід з Лаосом.

## Адміністративний поділ
Контум поділяється на муніципалітет Контум і 8 повітів:
- Дакглей (Đắk Glei)
- Дакха (Đắk Hà)
- Дакто (Đắk Tô)
- Конплонг (Kon Plông)
- Конрай (Kon Rẫy)
- Нгокхой (Ngọc Hồi)
- Сатхай (Sa Thầy)
- Туморонг (Tu Mơ Rông)

## Населення
У 2009 році населення провінції становило 430 133 особи (перепис), з них 217 811 (50,64 %) чоловіки і 212 322 (49,36 %) жінки, 285 967 (66,48 %) сільські жителі і 144 166 (33,52 %) жителі міст.
Національній склад населення (за даними перепису 2009 року): в'єтнамці 201 153 особи (46,77 %), седанги 104 759 осіб (24,36 %), банари 53 997 осіб (12,55 %), зе-ченги 31 644 особи (7,6 %), зярай 20 606 осіб (4,79 %), мионги 5 386 осіб (1,25 %), тхай 4 249 осіб (0,99 %), інші 8 339 осіб (1,94 %).